# Elina Born
Elina Born (Lehtse, 1994. június 29. –) észt énekesnő. Ő és Stig Rästa képviselte Észtországot a 2015-ös Eurovíziós Dalfesztiválon, Bécsben a Goodbye to Yesterday című dallal, amellyel 7. helyezést értek el.

## Karrier
2012-ben részt vett az Eesti otsib superstaari című énekes tehetségkutató műsorban, ahol a második helyen végzett. 2013-ban elindult az Eurovíziós Dalfesztivál észtországi válogatóján, az Eesti Laul-ban az Enough című dalával. A döntőben a nyolcadik helyen végzett.
2015-ben Stig Rästa énekes, dalszerzővel közösen neveztek az észt eurovíziós nemzeti döntőre a Goodbye to Yesterday című szerzeménnyel. A döntőben a zsűri és a közönség is első helyre szavazta a dalt, így ők képviselheték Észtországot a 60. Eurovíziós Dalfesztiválonon, Bécsben. Az elődöntőben 3., a döntőben, pedig 7. helyezést értek el.

## Diszkográfia

### Kislemezek
- Enough (2013)
- Miss Calculation (2013)
- Mystery (2014)
- Goodbye to Yesterday (Stig Rästa közreműködésében) (2015) – A 2015-ös Eurovíziós Dalfesztivál észt indulója